# Super-viv(i)ente
Super-viv(i)ente, noto anche come "bigino di super-vivenza psicologica" o "pronto soccorso psicologico per il COVID" è un saggio di Luca Povoleri De Las Heras, pubblicato internazionalmente in Italia, Spagna, Inghilterra dal Gruppo Albatros.
Il libro è scritto in lingua Italiana e Spagnola nello stesso manuale e si presta come una guida rapida e pratica per le persone che stanno vivendo momenti di lockdown o grandi emergenze personali o comuni come durante la pandemia di Covid-19. Il testo è stato scritto in due lingue dall'autore stesso, non si tratta di una traduzione esterna. Il motivo è unire linguaggio e significato terapeutico prendendo la distanza dall'idea della perfezione "di per sé" e orientandosi invece verso il realismo-positivo.
L'utilizzo del manuale per la riduzione di sintomi di tristezza, paura, ansia, depressione, stress e frustrazione sub-clinici è il suo scopo primario, ma contiene anche indicazioni specifiche di selezione di informazione per evitare notizie false e fenomeni di terrorismo psicologico, guidando il lettore verso una forma di condivisione di valori umani universali aconfessionali.
L'utilizzo di impliciti nello stile di scrittura permette una rielaborazione spontanea dei processi cognitivi del lettore rendendo il testo accessibile e fruibile dal grande pubblico. Uno di questi è che la Persona, indipendentemente dal suo stato sociale, economico o culturale abbia diritto a una salute psicologica accessibile.
Il lettore è considerato cittadino e umano, appartenente a una specie in convivenza con altre e con obiettivo unico l'evoluzione.

## Storia editoriale
La prima versione risale alla quarantena per Covid del marzo 2020, autopubblicato sul sito LucaPovoleri.com  come progetto sociale per l'aiuto psicologico dei cittadini di Madrid da parte del Dr. Luca Povoleri De Las Heras, psicologo italiano residente in quel momento nella capitale spagnola.
Dopo anni lavorando in varie città tra Italia e Spagna e creatore del sistema di Coaching Psicologico Optima Vita 360* Archiviato il 25 gennaio 2021 in Internet Archive., l'autore si trasferisce a Madrid e scrive vari romanzi di narrativa con tema consapevolezza, etica, diritti lgbt, trascendenza e spiritualità consapevole.
"Super-viv(i)ente" è il primo saggio di psicologia dell'autore pubblicato a livello internazionale. Il manuale prende ispirazione dall'opuscolo distribuito dal Consiglio Nazionale Ordine Psicologi nelle prime settimane di quarantena su varie reti sociali, adattandolo alla filosofia realista-positiva di Optima Vita 360* Archiviato il 25 gennaio 2021 in Internet Archive.. La prima stesura fu fatta in Spagnolo, e solo successivamente l'autore decise di trascriverla anche nella propria lingua madre.
Selezionato dalla casa editrice Gruppo Albatros come una delle "Nuove Voci" per il mondo postcovid, "Super-viv(i)ente" diventa nell'ottobre del 2020 una pubblicazione internazionale distribuita nelle migliori librerie di Italia, Spagna e Inghilterra come "pronto soccorso psicologico" per il costrutto cognitivo e sociale del Covid-19 e i suoi effetti sulle persone in quarantena, in fasi con diversi gradi di restrizione e nella "nuova normalità".

## Titolo
Super-viv(i)ente è un libro bilingue il cui titolo esprime la filosofia di persone que scelgono una vita al di sopra della linea di galleggiamento della semplice sopravvivenza biologica, la quale non comporta per l'essere umano la creazione di un senso di "Significato" personale interiore. La (i) in "viv(i)ente" è tra parentesi per definire la differenza della parola "vivente" in italiano e la sua traduzione "viviente" in spagnolo. Viv(i)ente è un essere "in processo di vivere", capace di sospendere il giudizio sulla vita in generale, centrandosi sul proprio vissuto personale e i propri desideri riguardanti il destino e considerandolo con serenità in vista della comune evoluzione. L'obiettivo è ridurre al minimo l'effetto delle credenze specifiche delle persone sulla "vita" di modo che gli elementi considerati nel manuale siano il più possibile universali, accomunando le caratteristiche psicologiche dell'essere umano.

## I 16 punti
Super-viv(i)ente è diviso in 16 punti che coprono le aree fondamentali compromesse dagli effetti psicologici associati al vissuto psico-socio-emozionale del Covid-19. Si tratta di emozioni dovute non solo all'eventuale contagio, asintomatico o no, ma anche al vivere gli effetti sociali, economici e relazionali di una pandemia, in un mondo in informazioni contrastanti e non sempre univoche.
Si coprono elementi di vita personale, alimentazione, vita sociale, relazioni affettive, lavoro agile, esercizio fisico e salute psicologica in momenti si stress prolungato.
L'obiettivo è ispirare idee dando il giusto valore alle informazioni e alle fonti da cui provengono, coltivando l'auto-consapevolezza e determinando una crescita personale basata sulla conoscenza oggettiva. L'ordine dei punti desidera creare una traiettoria del discorso tale per cui si possa assorbire l'informazione rapidamente con una prima lettura completa, ma permette di riprenderli in un secondo momento come spunto senza la necessità di seguire l'ordine prestabilito.

## Quarta di copertina
"È possibile affrontare con serenità situazioni come il lockdown e le sfide della nuova normalità dovuti al Covid-19? Luca Povoleri de Las Heras fornisce un efficace manuale di “super-vivenza psicologica”, elencando una serie di semplici consigli che tutti possono seguire per vivere al meglio l’emergenza sanitaria. Si affrontano così i temi più importanti che riguardano ognuno di noi, come il mantenere il contatto con gli altri, prendersi cura di se stessi e delle persone a cui teniamo, vivere al meglio la propria giornata e organizzare lo smart-working da casa. Ma è fondamentale anche riuscire a gestire il rapporto con l’informazione e i media, stando attenti alle fake-news e alle fonti che forniscono notizie e approfondimenti. Con positività e lucidità, il creatore di Optima Vita 360° propone un valido strumento di supporto che ci farà sentire meno soli e più consapevoli di cosa accade dentro e intorno a noi in questo difficile momento storico.

Luca Povoleri De Las Heras è psicologo sistemico-cognitivista trilingue, manager e produttore pubblicitario in Spagna alla ricerca del connubio perfetto tra comunicazione etica e successo. Ha dato origine a Optima Vita 360°, un sistema di coaching multidisciplinare basato sulla sua esperienza internazionale che si è arricchita nel tempo a partire da multinazionali e pazienti dei suoi studi di salute psico-fisica a Milano e Madrid. Il suo motto: Pura Esperienza, Zero Credenza."

## Dati libro
Autore: Luca Povoleri (De Las Heras)
Titolo: “Super-Viv(i)ente”
Casa Editrice: Gruppo Albatros Il Filo
ISBN-13 : 978-8830626744
ISBN-10 : 8830626740